# Bec-de-grue des pierriers
Erodium foetidum
Espèce
Statut de conservation UICN

 LC  : Préoccupation mineure
Le Bec-de-grue des pierriers (Erodium foetidum) est une petite plante méditerranéenne appartenant au genre Erodium et à la famille des Géraniacées. Elle forme sur les rochers calcaires des touffes au feuillage très dense et aux petites fleurs roses veinées de pourpre ou de violet.
- Autres noms : Bec-de-grue fétide, Érodium des pierriers, Érodium fétide. En catalan : cargola de roca.

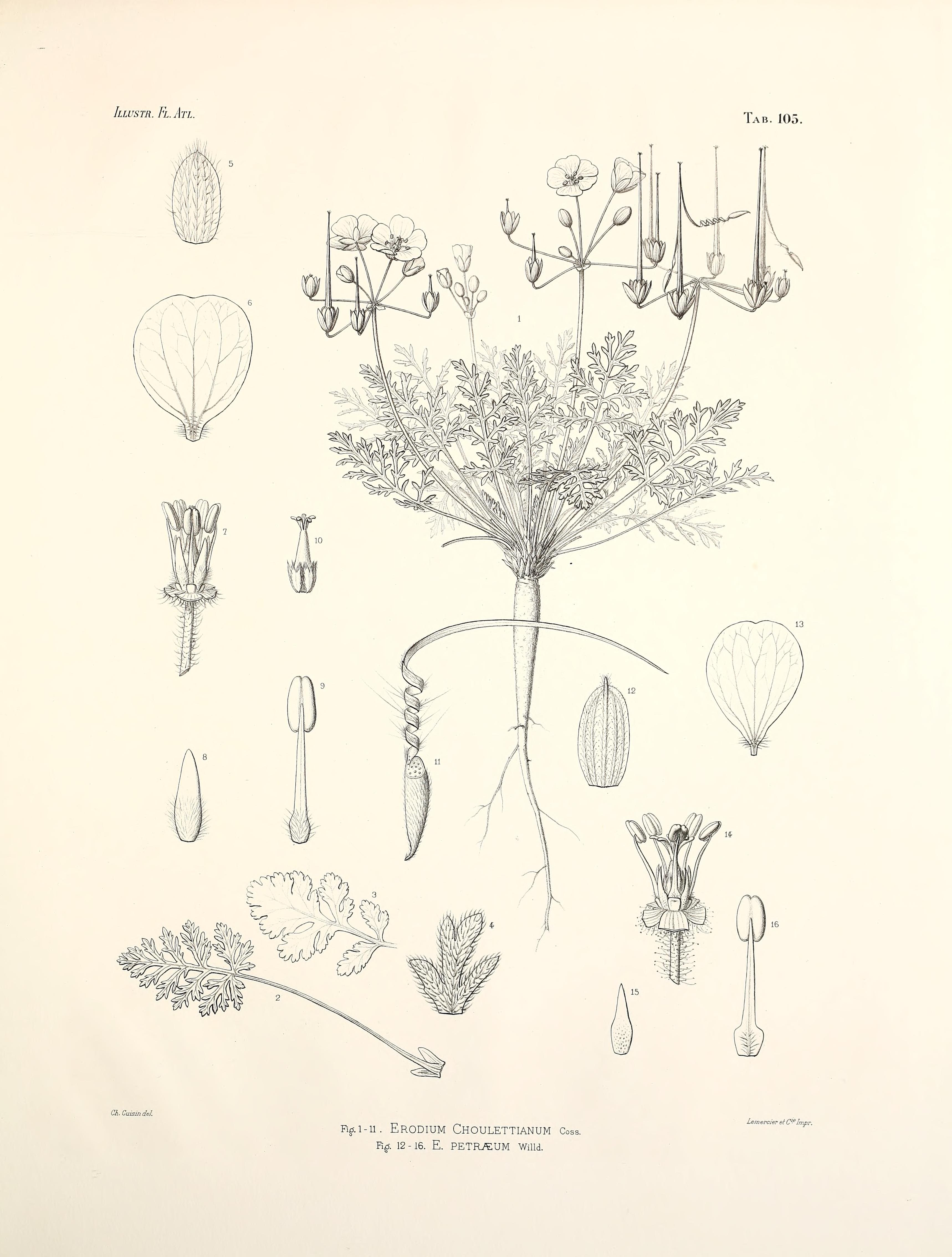
Tab. 105 Illustrationes florae Atlanticae.

## Synonymes
- Erodium petraeum (Gouan) Willd.
- Geranium foetidum L.
- Geranium petraeum Gouan

## Écologie et habitat
Plante vivace essentiellement calcicole, poussant presque toujours sur les rochers exposés au plein soleil, là où la végétation est claire. C'est une plante endémique du nord de la Catalogne espagnole, du Roussillon et d'une partie de l'Aude (notamment le massif de la Clape).
- Floraison : d'avril à juillet
- Pollinisation : entomogame
- Dissémination : épizoochore

## Description

### Morphologie générale et végétative
Plante herbacée acaule, les pédoncules naissant directement sur les rosettes de feuilles basales. C'est une plante souvent gazonnante, d'une hauteur de 5 à 20 cm, à souche ligneuse. Les feuilles, de 1 à 7 cm, sont ovales à oblongues, pennées, les folioles étant elles-mêmes pennatiséquées, souvent à segments pennatifides. À noter aussi la présence de folioles intercalaires, plus petites et simples.

### Morphologie florale
Inflorescences en cymes unipares (2 à 4 fleurs par cyme). Fleurs hermaphrodites et pentamères. Calice (0,5 à 1 cm) aux sépales mucronés (terminés par une pointe). Corolle (1,5 à 3 cm) à 5 pétales plus ou moins égaux, dans des teintes allant du blanc rosé au rose, chaque pétale étant veiné de pourpre ou de violacé. Longtemps classés dans la même espèce, Erodium glandulatum et Erodium crispum se distinguent d'Erodium foetidum par la présence de taches violettes sur deux des pétales. 5 étamines à anthères et 5 staminodes (filets sans anthères). Ovaire supère terminé par un style persistant à 5 stigmates filiformes.

### Fruit et graines
Le fruit est une capsule, un schizocarpe formé de cinq méricarpes et terminé en bec.